# Nobuyuki Oishi
Nobuyuki Oishi, född 12 september 1939 i Hiroshima prefektur, Japan, är en japansk tidigare fotbollsspelare.